# (6185) Mitsuma
(6185) Mitsuma es un asteroide perteneciente al cinturón de asteroides, región del sistema solar que se encuentra entre las órbitas de Marte y Júpiter, descubierto el 20 de diciembre de 1987 por Takuo Kojima desde la Estación Chiyoda, Japón.

## Designación y nombre
Designado provisionalmente como 1987 YD. Fue nombrado Mitsuma en homenaje a Shigeo Mitsuma, quien fue miembro de Hoshinohiroba (la Red Japonesa de Observadores de Cometas) y descubridor independiente de C/1987 B1 Nishikawa-Takamizawa-Tago. También observó manchas solares y buscó novas.

## Características orbitales
Mitsuma está situado a una distancia media del Sol de 2,340 ua, pudiendo alejarse hasta 2,745 ua y acercarse hasta 1,935 ua. Su excentricidad es 0,173 y la inclinación orbital 8,759 grados. Emplea 1308,14 días en completar una órbita alrededor del Sol.

## Características físicas
La magnitud absoluta de Mitsuma es 13,1. Tiene 9,949 km de diámetro y su albedo se estima en 0,074. 